# Lâu đài Trakai

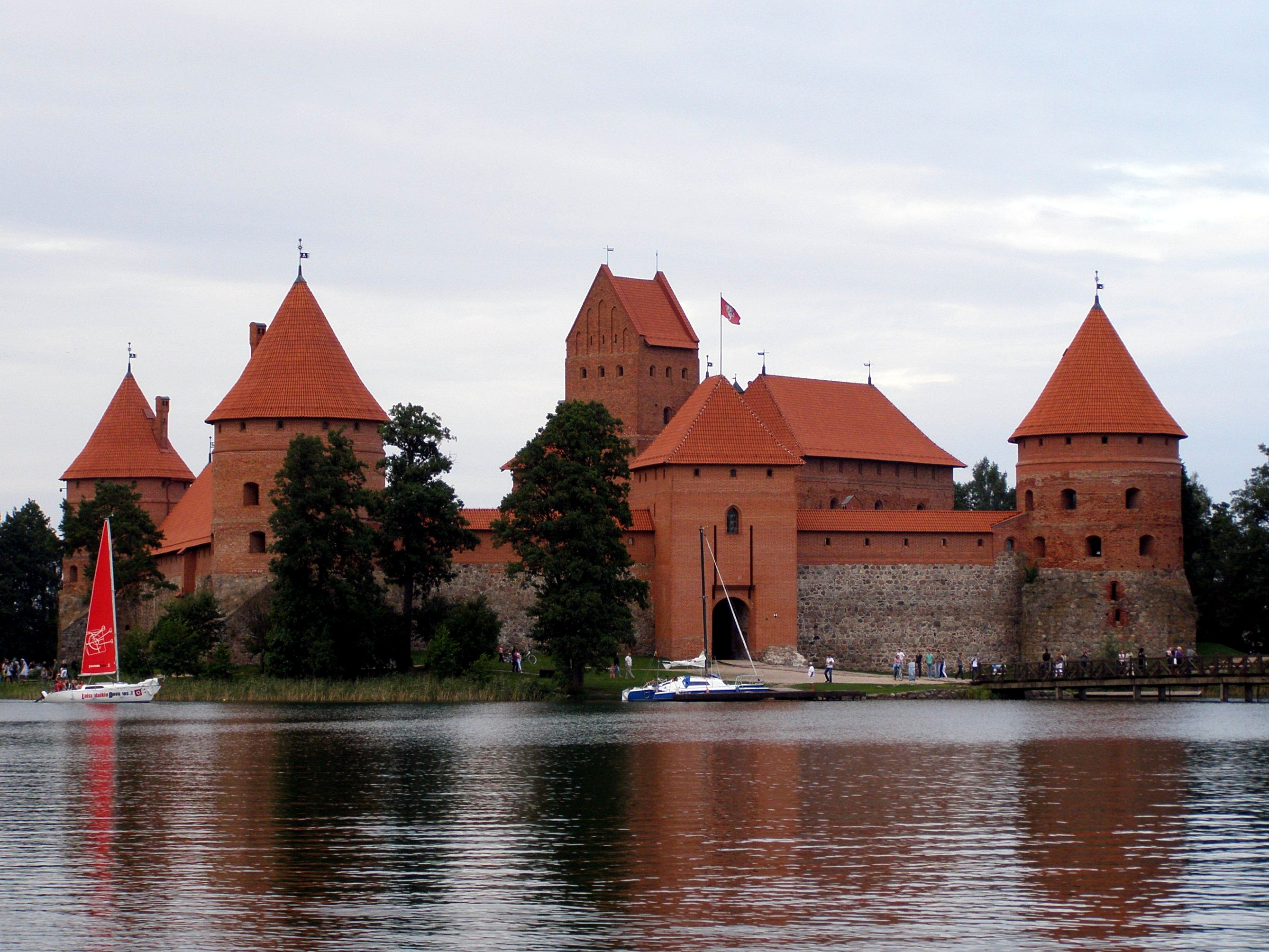
Lâu đài Trakai

Lâu đài Trakai hay Lâu đài đảo Trakai (tiếng Litva: Trakų salos Pilis) là một lâu đài nằm trên hòn đảo có tên là Trakai của Litva ở hồ Galvė. Lâu đài này đôi khi được gọi là "Little Marienburg ". Lâu đài được xây dựng bằng đá, nó được bắt đầu khởi công trong thế kỷ 14 do Kęstutis thiết kế và đã được hoàn thành bởi con trai của Vytautas Đại đế, người đã qua đời ngay trong lâu đài này vào năm 1430. Trakai là một trong những trung tâm chính của Đại công quốc Lietuva. Hiện nó là một điểm thu hút du lịch lớn.

## Giai đoạn đầu tiên
Lâu đài được xây dựng trong nhiều giai đoạn. Trong giai đoạn đầu vào nửa sau của thế kỷ 14, lâu đài được xây dựng trên ba hòn đảo lớn nhất của hồ theo lệnh của đại công tước Kęstutis. Kęstutis đã chọn đây là chỗ ở của ông và dành toàn bộ ngân quỹ của mình để xây cất lâu đài. Lâu đaì sau đó bị tàn phá nặng nề trong một cuộc tấn công của các Hiệp sĩ dòng Teuton vào 1377. Sau vụ ám sát Kęstutis, một cuộc tranh giành quyền lực giữa Jogaila và Vytautas Đại đế cho danh hiệu Đại Công tước của Lithuania đã bắt đầu. Lâu đài bị bao vây bởi cả hai bên. Ngay sau khi hòa giải giữa Jogaila và Vytautas, giai đoạn hai xây dựng bắt đầu và tiếp tục cho đến 1409. Giai đoạn này được coi là sự phát triển quan trọng trong lịch sử lâu đài.

## Giai đoạn thứ hai
Hai nhánh của lâu đài đã được thêm vào ở phía Nam một khu vực có 6 tầng (cao đến 35 mét hoặc 115 tính từ móng). Để chắc cú trong việc phòng thủ thì Tháp canh đã được cho xây dựng. Các Tháp canh đã được sử dụng cho một số nhiệm vụ nhất định, như là một cấu trúc phòng thủ, trên tháp này đã có một nhà nguyện và khu nhà ở trong đó có một sân trong. Sân bên trong có phòng trưng bày bằng gỗ những phòng trưng bày được sử dụng để đưa đồ đạc đi mà không đi bên trong cung điện.
Toàn bộ cánh phía nam của cung điện phía Nam đã được sử dụng cho các Đại sảnh Ducal. Sảnh này khoảng 10,21 mét. Sảnh Ducal đã lưu giữ một số trang trí ban đầu. Vật liệu xây dựng chủ yếu được gọi là gạch Gothic đỏ. Đá khối chỉ được sử dụng khi xây nền và các bộ phận trên của tòa nhà tháp và các bức tường. Lâu đài được trang trí theo nhiều cách khác nhau, bao gồm ốp lát bằng kính ở mái nhà. Phong cách tổng thể của nó sau khi giai đoạn xây dựng thứ hai có thể được mô tả như Gothic với một kiểu cách La Mã.

## Giai đoạn thứ ba

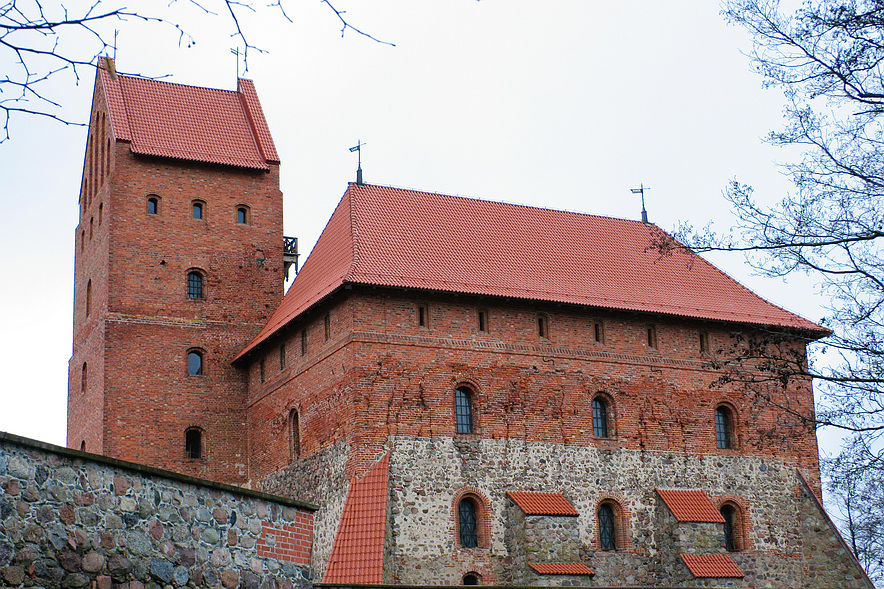
Một cung điện

Bắt đầu bằng việc mở rộng trong đầu thế kỷ 15 đánh dấu giai đoạn thứ ba của sự phát triển của Lâu đài. Các bức tường đã được tăng cường với độ dày 2,5 m và bố trí thêm tháp bắn. Ba tòa tháp phòng thủ lớn đã được xây dựng trên các góc chiến lược của lâu đài. Tháp phía tây nam cũng đã được sử dụng như một nhà tù. Một cổng nhà chính cũng đã được xây dựng. Gần các bức tường bên trong một số tòa nhà được xây dựng, bao gồm cả chuồng ngựa, nhà bếp, và các công trình phụ trợ khác. Khi lâu đài đã trải qua mở rộng này trong thế kỷ 15, mực nước của hồ Galvė cao hơn vài mét so với ngày nay.
Lâu đài đã mất tầm chiến lược quân sự ngay sau khi trận Grunwald khi kẻ thù chính của Đại Công tước của Lithuania đã bị đánh bại bởi quân đội Lithuania - Ba Lan. Lâu đài đã trở thành một nơi cư trú và được trang trí mới từ bên trong. Bức bích họa mới được vẽ trên các bức tường của nó đã được bảo quản một phần. Sứ giả nước ngoài đã được chào đón trong Cung điện Ducal. Đại Công tước Vytautas Vĩ Đại đã chết trong lâu đài mà không được trao vương miện vua của Lithuania ngay trong 1430.
Dưới sự cai trị của Sigismund Augustus, lâu đài được trang trí lại theo phong cách Phục hưng, và nó được dùng như là nơi nghỉ hè của hoàng gia. Sau đó, lâu đài được sử dụng như là một nhà tù. Trong cuộc chiến tranh với Muscovy trong thế kỷ 17, lâu đài đã bị hư hỏng và không xây dựng lại một lần nữa. Nó dần dần rơi vào tình trạng xuống cấp.

## Giai đoạn cuối
Vào thế kỷ 19, kế hoạch xây dựng lại lâu đài đã được chuẩn bị. Năm 1905, các cơ quan chức hoàng gia Nga đã quyết định khôi phục lại một phần các di tích lâu đài. Trong Thế chiến thứ nhất, Đức đưa vào các chuyên gia những người đã thực hiện nhiều nỗ lực để khôi phục lại lâu đài. Từ năm 1935 đến năm 1941, các bộ phận của các bức tường được tăng cường và tháp forecastle đông nam được xây dựng lạibao gồm cả các phần của bức tường của nó. Sau Thế chiến II, một dự án tái thiết chính được bắt đầu vào năm 1946 tích cực bắt đầu xúc tiến từ năm 1951-1952. Phần chính của việc tái thiết đã được hoàn thành trong năm 1961. Lâu đài này được xây dựng lại theo một phong cách thế kỷ 15.